# Supercopa d'Europa de futbol 1983
La Supercopa d'Europa de futbol 1983 va ser jugada entre el campió de la Copa d'Europa, l'Hamburg SV, i el campió de la Recopa d'Europa, l'Aberdeen FC.
L'Aberdeen va guanyar amb un resultat global de 2 a 0.

## Partits

### Anada
| Hamburg SV | 0 – 0 | Aberdeen FC |
| ---------- | ----- | ----------- |
|            |       |             |

 Volksparkstadion, Hamburg

### Tornada
| Aberdeen FC              | 2 – 0 | Hamburg SV |
| ------------------------ | ----- | ---------- |
| Simpson 47' · McGhee 65' |       |            |

 Pittodrie Stadium, Aberdeen
| Supercopa d'Europa 1983  |
| ------------------------ |
| Scotland                 |
| Aberdeen FC Primer títol |